# Maruadih Railway Settlement
Maruadih Railway Settlement è una suddivisione dell'India, classificata come Industrial Township, di 18.733 abitanti, situata nel distretto di Varanasi, nello stato federato dell'Uttar Pradesh.